# Mjong-tong állomás
Mjong-tong (Myeong-dong) állomás a szöuli metró 4-es vonalának állomása, mely Szöul Csung-ku (Jung-gu) kerületében található. A közelben található az N Seoul Tower és a Mjong-tong (Myeong-dong) bevásárlónegyed, mely a kávézóiról, márkás divatüzleteiről és utcai ételeiről ismert.

## Viszonylatok
| 4-es vonal                                       | 4-es vonal                | 4-es vonal                                    |
| ------------------------------------------------ | ------------------------- | --------------------------------------------- |
| Cshungmuro (Chungmuro) Tanggoge (Danggogae) felé | személy- és expresszvonat | Höhjon (Hoehyeon) Anszan (Ansan) és Oido felé |